# Calma
Pour les articles homonymes, voir Calma (homonymie).
Famille
Genre
Calma, unique représentant de la famille des Calmidae, est un genre de mollusques de l'ordre des nudibranches.

## Liste d'espèces
Selon World Register of Marine Species, on compte deux espèces :
- Calma glaucoides (Alder & Hancock, 1854)
- Calma gobioophaga Calado & Urgorri, 2002